# Devrient Nr. I bis Nr. III
Drei Torpedodampfer wurden in der Bauzeit 1871/72 durch die Danziger Schiffswerft und Kesselschmiede F. Devrient & Co. in Danzig gefertigt. Diese erhielten anfangs die Nr. I bis Nr. III. Sie wurden von der Kaiserlichen Marine geordert, um Versuche mit Spierentorpedos durchzuführen.
Der verzinkte Rumpf der Devrient´schen Spierentorpedoboote bestand aus Eisen und war als Querspantbau ausgebildet. Sie waren 21,3 m lang, 3,30 m breit und hatten einen Tiefgang von 1,9 m bei einer Verdrängung von 34 t.
Eine stehende 2-Zylinder-Einfachexpansionsmaschine trieb die Boote an, wobei ein Zylinderkessel mit 4 ätu im Kesselraum anfänglich mit Petroleum und später mit Kohle befeuert wurde. Daher besaßen die Boote zunächst 1,5 t Öl als Brennstoffvorrat, später dieselbe Menge an Kohle. Die Boote besaßen keine elektrische Anlage und konnten über ein Ruder navigiert werden. Das Deck war flach gewölbt und besaß einen Steuerstand mit Sehschlitzen. Ab etwa 1880 waren die Boote mit einem kurzen Mast ausgerüstet.
Die im gleichen Zeitraum bei Waltjen in Bremen gebauten Torpedodampfer Waltjen Nr. I bis Nr. III waren im Vergleich zu diesen Booten länger und schmaler. Die Decksform sowie die Befeuerung wurden ebenso wie der graue Anstrich aus taktischen Gründen gewählt. So sollten durch die Petroleumfeuerung Rauch und Funkenflug vermieden werden, um eine unentdeckte Annäherung der Boote an feindliche Schiffe in der Dämmerung oder nachts zu erleichtern. Diesem Zweck diente auch die graue Außenfarbe. Das gewölbte Deck sollte zudem kleinkalibrige Geschosse abhalten und so der Mannschaft der Boote Schutz bieten.
Nach dem Stapellauf der Boote im Jahr 1871 wurden diese von Mai bis November 1872 in Dienst gestellt und für Versuche mit den Spierentorpedos genutzt. Ab Mitte Dezember 1875 waren sie als Minenleger bei der Hafenverteidigung Wilhelmshaven eingesetzt. Hierfür erhielten sie die neuen Bezeichnungen W 4 bis W 6. Mitte 1881 wurden sie dann dort Torpedoboote I bis III. Die drei Boote erhielten jeweils ein auf dem Bug aufgestelltes Torpedorohr mit 38,1 cm Durchmesser.
Am 27. März 1885 wurden die drei Boote aus dem Verzeichnis der Kriegsschiffe entfernt. Torpedoboot I kam zum Torpedoversuchskommando. Die Torpedoboote II und III gingen zum Torpedodepot Friedrichsort. Die Boote wurden als Minenleger aufgebraucht, ihr genauer Verbleib ist unbekannt.